# Palác Hybských
Palác Hybských (dříve Krudencův palác) je budova v centru Pardubic postavená v eklektickém a secesním slohu.

## Historie

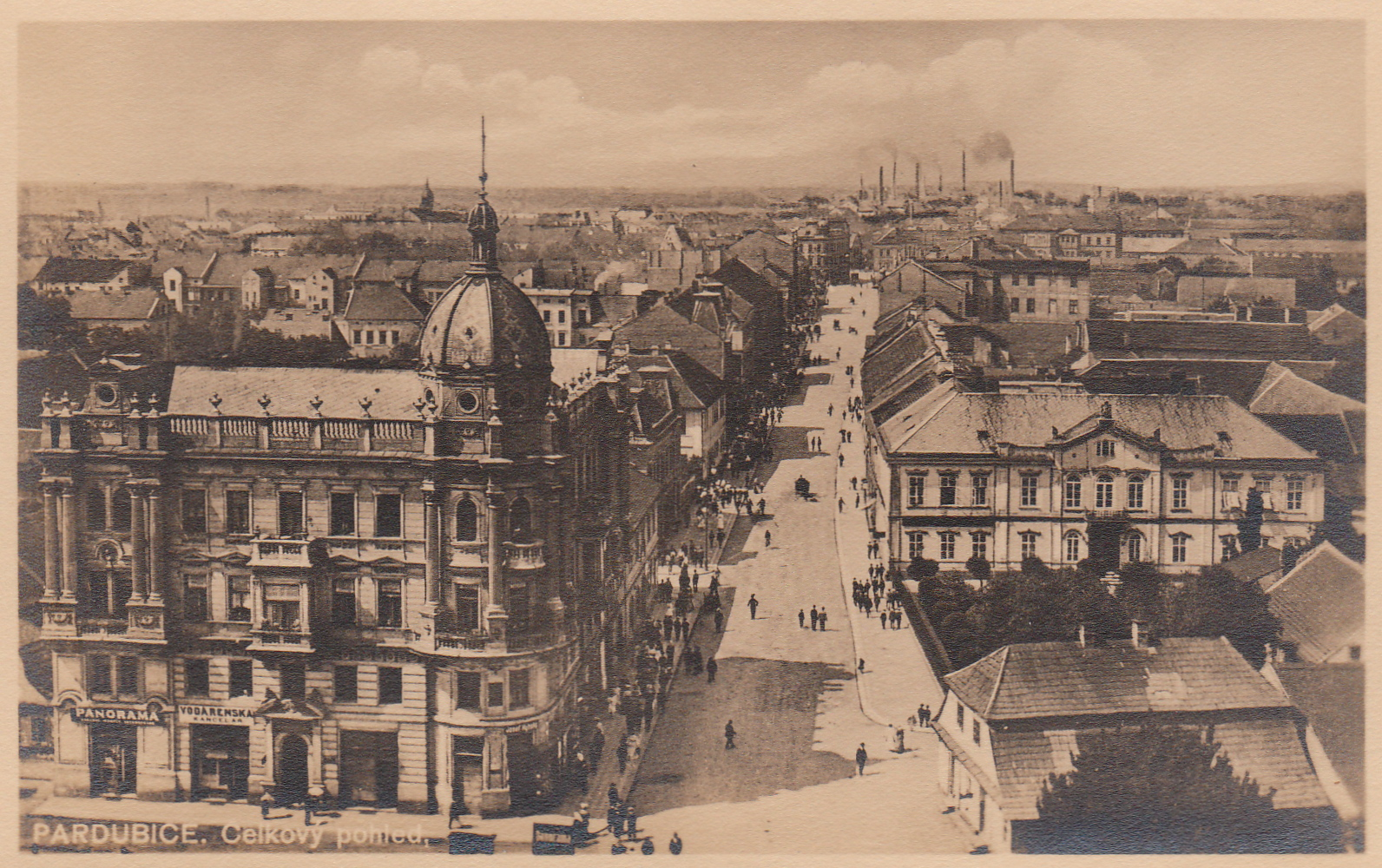
Krudencův palác v roce 1910

Na místě současné budovy stála až do konce 19. století jednopatrová přízemní budova, před ní byl dále už jen železný most a vojenské jezdecké kasárny, které se táhly od 18. století kolem starého města (konkrétně přes Jahnovu třídu až po kostel sv. Bartoloměje). Budovu postavil stavitel Josef Krudenc za účelem pronájmu parforsní společnosti, to se ovšem neshledalo s úspěchem a stavitel zkrachoval. Jednalo se ovšem nepopiratelně o tehdejší významný stavební počin v centru města. Josef Krudenc budovu prodal roku 1904 v dražbě rodině Hybských a Jaroslavu Vodákovi. V letech 1904 až 1906 v Krudencově paláci měla sídlo Vinohradská záložna, která již Josefu Krudencovi půjčila peníze na stavbu této budovy.
Jaroslav Vodák roku 1926 prodal svou část paláce rodině Hybských. V přízemí byla umístěna prodejna látek a ve vrchních patrech měly sídlo kanceláře. Sídlila zde redakce Českých směrů, což byl list Národní obce fašistické. Roku 1948 byla vila znárodněna. V přízemí pak sídlila velkoprodejna národního podniku TEXTIL.
Po sametové revoluci byla budova vrácena původnímu majiteli, rodině Hybských. Roku 2017 byla budova rekonstruována. V současnosti (srpen 2020) v přízemí budovy sídlí Bageterie Boulevard.